# Pilea fontana
Pilea fontana là loài thực vật có hoa trong họ Tầm ma. Loài này được (Lunell) Rydb. miêu tả khoa học đầu tiên năm 1931.